# Poitou-Charentes
Poitou-Charentes je bývalý region Francie. Nacháze se na západě Francie a sestával ze čtyř departmentů – Charente, Charente-Maritime, Deux-Sèvres a Vienne. Jeho hlavním městem bylo Poitiers. Od roku 2016 byl spolu s regiony Akvitánie a Limousin sloučen do nového regionu Nové Akvitánie.

## Významná města
- Angoulême
- Bressuire
- Châtellerault
- Cognac
- La Rochelle
- Niort
- Poitiers
- Rochefort
- Royan
- Saintes